# Proceso vaginal
El proceso vaginal (o proceso vaginalis), también conocido como conducto peritoneovaginal, es una evaginación del peritoneo parietal durante el desarrollo embrionario . Se forma durante la duodécima semana de gestación 

## Diferencias entre sexos
En los varones, desciende por el gubernáculo antes de los testículos y posteriormente se cierra. Este cierre (también llamado fusión) ocurre espontáneamente en un periodo que va desde unas semanas antes del nacimiento hasta unas semanas después. El remanente que rodea los testículos se convierte después en la túnica vaginal .  Para las mujeres, un proceso vaginal patente se conoce como canal de Nuck.

## Importancia clínica
Los problemas durante el proceso de cierre en el proceso vaginal pueden ser el origen de diferentes patologías. El flujo de líquido peritoneal a través de un proceso vaginal patente puede provocar la formación de un hidrocele . La acumulación de sangre en un proceso vaginal persistente puede provocar un hematocele . El proceso vaginal patente persistente es más frecuente en el lado derecho que en el izquierdo.
También existe la posibilidad de desarrollar una hernia inguinal indirecta, aunque no sucede en todos los casos. Cuanto más permeable sea el proceso vaginal, mayor será la probabilidad de que el paciente desarrolle una hernia. La malformación congénita del proceso vaginal también es la principal causa de torsión testicular en hombres, ya que la adherencia parcial o inexistente al revestimiento interno del escroto permite que los testículos giren libremente.